# Keo
Keo – wieś w Estonii, prowincji Rapla, w gminie Raikküla.